# Ephoron indica
Ephoron indica is een haft uit de familie Polymitarcyidae. De wetenschappelijke naam van de soort is voor het eerst geldig gepubliceerd in 1843 door Pictet.
De soort komt voor in het Oriëntaals gebied.